# Forte Romagnano
Il forte Romagnano (Werk Romagnano) è uno dei forti austro-ungarici facente parte della Fortezza di Trento (Festung Trient). Esso si trova in località Romagnano nel comune di Trento. Esso appartiene al grande sistema di fortificazioni austriache al confine italiano e in particolare al complesso sistema di fortificazioni del fronte meridionale della Fortezza di Trento nel settore di difesa VII che va dalla località Pale sul Monte Bondone alla riva destra del fiume Adige. Insieme al Complesso fortificato di Mattarello fungeva da sbarramento della valle dell'Adige da sud.

## Ubicazione
Il forte si trova poco sopra il paese di Romagnano sulla sponda destra del fiume Adige, a sud di Trento, a circa 400 m di quota. È raggiungibile tramite l'ex strada militare dalla frazione Ravina. Attualmente è adibito ad abitazione privata e non è visitabile.

## Storia

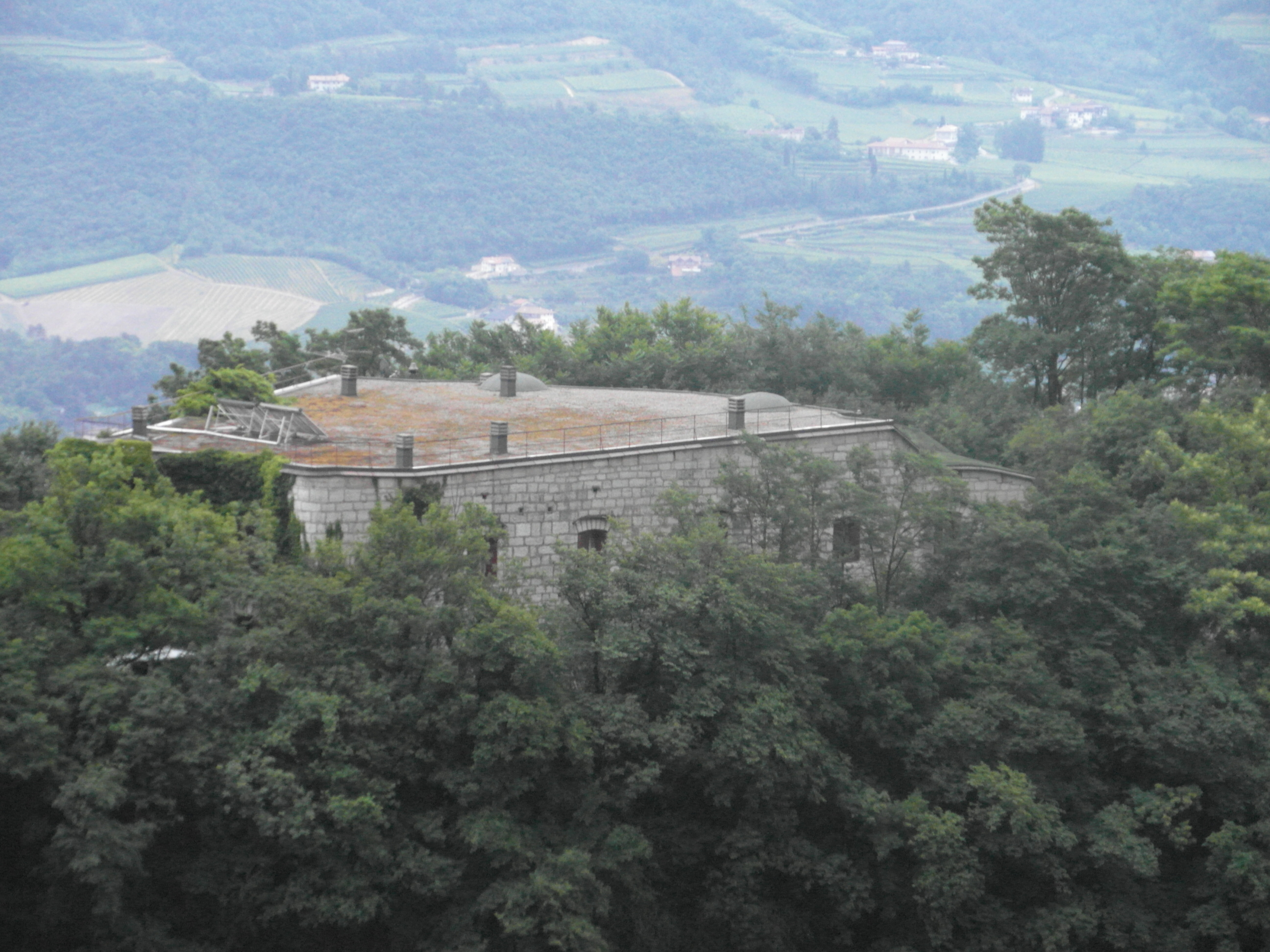
Il forte visto di lato

Il forte fu costruito nell'ultimo decennio del XIX secolo per rafforzare lo sbarramento della Valle dell'Adige a sud di Trento formato dal Complesso fortificato di Mattarello e situato sul versante opposto della valle. In particolare, la sua funzione era quella di chiudere il passaggio verso Trento lungo la direttrice di Aldeno. Per questo, gli angoli di tiro delle sue artiglierie erano di supporto a quelle di Mattarello. La cima del dosso su cui si trova fu spianata con la dinamite per permetterne la costruzione.
Come tutti i forti della Fortezza di Trento, il Forte Romagnano era decisamente obsoleto allo scoppio della prima guerra mondiale. La sua struttura era infatti visibile da lontano e vulnerabile ai colpi dell'artiglieria moderna. Nel 1914 era stato infatti classificato solo come granatsicher, a prova di granata (ovvero a proiettili di cannoni da campagna con un calibro fino a 15cm). Per questo, nell'ambito della riorganizzazione della Fortezza di Trento attuata nel 1915 dal Tenente Maresciallo Franz Edler von Steinhart, direttore del Genio Militare di Trento, il forte fu disarmato. Gli obici in cupola corazzata furono trasferiti nella batteria in caverna del Monte Calisio mentre i quattro cannoni da 12cm in batteria furono equamente divisi tra le nuove batteria Romagnano e Batteria Marzola. Come la maggior parte dello opere austro-ungariche, al termine della prima guerra mondiale passò al demanio militare da cui fu radiato nel 1968.

## Descrizione
Il forte è costruito in paramenti di pietra calcarea e calcestruzzo. Questa era la tecnica costruttiva principale dei forti sul finire del XIX secolo. Caratteristica della struttura è il sistema costruttivo compatto che consentiva di collocare tutto il necessario su una superficie ridotta contenendo anche i costi. Per questo il forte è costruito su due livelli a pianta triangolare con la base rivolta verso sud. Questo tuttavia rende il forte molto vulnerabile perché la sua alta struttura è visibile da lontano e ambienti così ravvicinati fanno sì che il forte potesse esser messi fuori combattimento da pochi colpi di artiglieria pesante ben assestati. L'ingresso è situato sulla cuspide del triangolo di forma concava. Un fossato proteggeva sia il lato nord che il lato sud del forte. All'interno, un corridoio centrale posto lungo l'asse di simmetria consente l'accesso ai diversi spazi interni. Il tetto era realizzato in cemento con travi di rinforzo in acciaio che ricoprivano soffitti in lastroni di granito mentre la facciata sud era protetta da uno scudo ad arco realizzato in massi di granito e ricoperto di terra.
L'armamento costituiva quindi l'unico valore militare del forte nel 1915 ed era analogo a quello del forte di Mattarello. Esso consisteva in due obici in cupola corazzata da 15 cm M80 per la difesa ravvicinata e con una gittata massima di 6,4 km. La gittata gli consentiva anche di fungere da artiglieria da supporto. Questi erano realizzati montando una canna da obice sull'affusto del mortaio 15 cm M80 Typ M99 che aveva gittata massima di 3,2 km e che in origine equipaggiava il forte. L'armamento principale era composto da quattro cannoni da 12 cm (tipo M96 M.K.) in batteria frontale e protetti da uno scudo corazzato. Essi avevano una gittata massima di 8 km. La guarnigione ordinaria comprendeva 4 ufficiali e 149 soldati.
In seguito alla riorganizzazione delle difese della città di Trento durante la primavera-estate del 1915, i due obici da 15 cm con le loro cupole corazzate furono smontati e spostati nella batteria in caverna del monte Calisio. Due dei cannoni da 12 cm furono spostati in postazioni campali nella Batteria Marzola e due nella batteria sostitutiva Romagnano.

### Batteria sostituiva e batterie in caverna di Romagnano

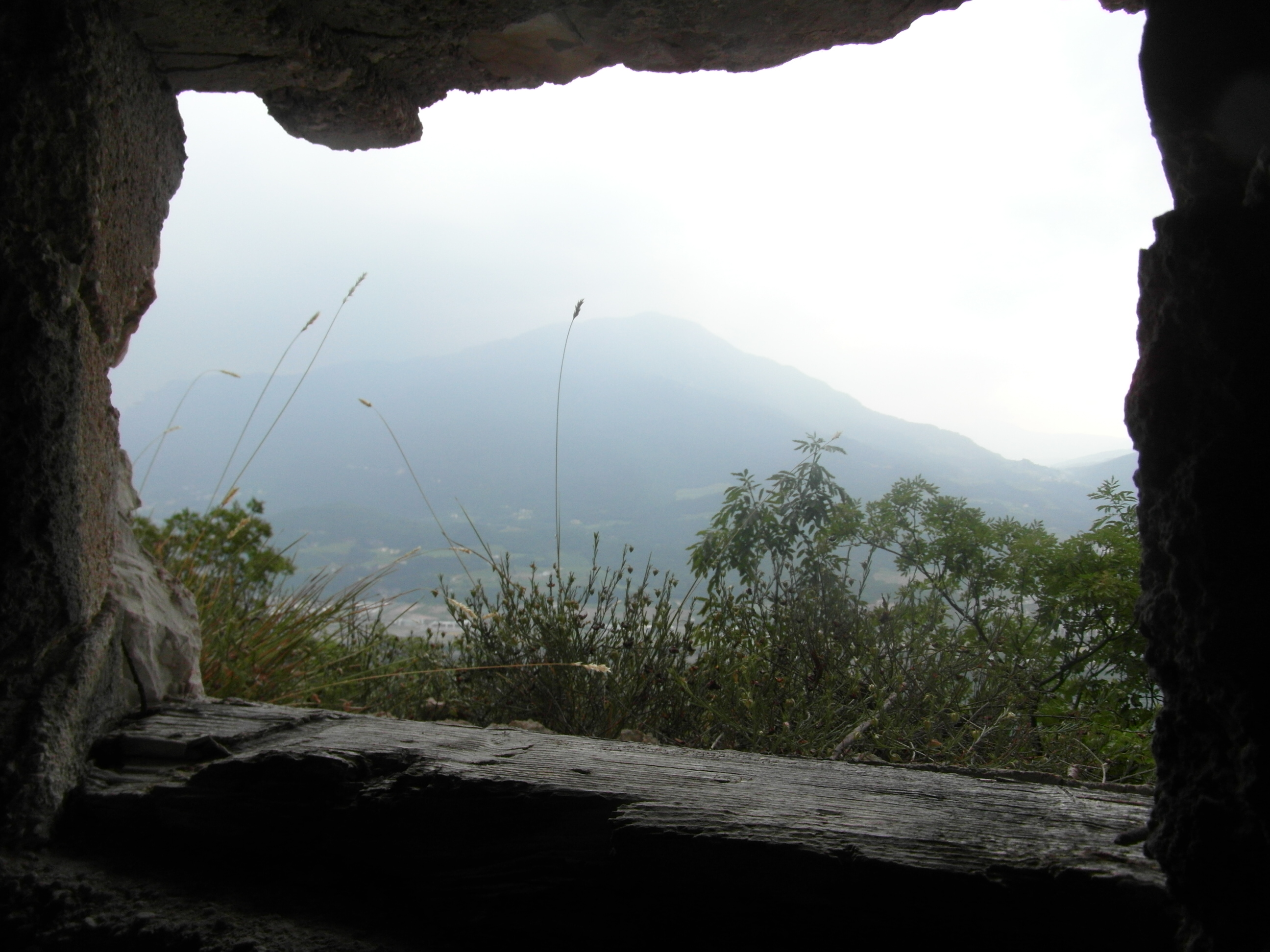
Una delle due feritoie della batteria superiore

Due dei quattro cannoni da 12 cm del forte furono trasferiti in postazioni campali cementate e unite da una trincea di collegamento. Questa batteria si trovava sulle pendici del Monte Bondone, alle spalle del parco di villa Margon, a nord-est del forte. I suoi resti sono visibili ancor oggi nel bosco. Ciascuna delle due postazioni, distanti circa 60 m l'una dall'altra, aveva una propria casamatta per le munizioni. Le postazioni dei cannoni erano protette da uno scudo anti-shrapnel.
Sempre alle spalle di villa Margon, sorgeva la batteria in caverna di Romagnano II (o batteria superiore), situata più in basso rispetto alla batteria sostitutiva. Essa ospitava due pezzi da 9cm/M75 a tiro rapido che rappresentavano l'armamento di difesa standard della Fortezza di Trento. Il compito di questa batteria era di bombardare la fanteria nemica in avvicinamento e proteggere la linea di difesa. La batteria è realizzata su due livelli. Al piano superiore sono gli alloggi per la truppa e al deposito di munizioni. Una scala collega questi ambienti alle postazioni dei cannoni e ad un osservatorio posti più in basso.
Poco a est del forte era situata un'ulteriore batteria in caverna di supporto alla tagliata stradale di Romagnano (batteria in caverna di Romagnano I o batteria inferiore). I resti di questa batteria si trovano all'interno del parco di proprietà del ristorante Mas de la Fam e, dopo un intervento conservativo del proprietario, sono visitabili. Una trincea collegava la caverna degli alloggi della truppa con l'ingresso della batteria equipaggiata con due pezzi da 8cm/M75 per la difesa ravvicnata. Il sistema difensivo della fortezza di Trento nei pressi di Romagnano era completato da numerose altre postazioni campali per la fanteria.

## Altre fortificazioni campali nel settore di Romagnano
Oltre alle opere difensive già citate nel precedente paragrafo, al settore di Romagnano faceva capo una serie di strutture militari e fortificazioni campali secondarie realizzate tra il 1914 e il 1915:
- batteria campale di Villa Margon. Situata nel parco dell'omonima villa ed equipaggiata con 4 cannoni da 9cm/M75 per la difesa ravvicinata. Le postazioni erano collegate da un camminamento che conduceva ad una poterna coperta successivamente diventata serbatoio idrico;
- batteria campale Doss Brun con pezzi da 12cm/M80;
- direzione di artiglieria del settore di Romagnano (opera in caverna);
- teleferica Villa Margon - Paoletto per collegare il caposaldo Ai Castagnari e la batteria campale in località cima Paoletto al fondo valle e probabilmente mai entrata in servizio;
- capisaldi Ai Castagnari e Garniga per proteggere gli accessi alle Viote;
- tagliata stradale di Romagnano nei pressi del Mas de la Fam. È costituita da due caverne collegate tra di loro e da una fuciliera con casamatta per mitragliatrice.

A queste opere si aggiungono svariati depositi di munizioni, postazioni per mitragliatrici e ricoveri sotterranei situati nella zona.

## Armamento
- due obici in cupola corazzata da 15 cm M80;
- 4 cannoni da 12 cm (tipo M96 M.K.);